# ليوناردو دي سوزا بريرا
ليوناردو دي سوزا بريرا (بالبرتغالية: Léo Ceará) (3 فبراير 1995 في البرازيل – )؛ هو لاعب كرة قدم كان يلعب كمهاجم.

## وصلات خارجية
- ليوناردو دي سوزا بريرا على موقع رابطة كرة القدم اليابانية للمحترفين (اليابانية)
- ليوناردو دي سوزا بريرا على موقع إي إس بي إن إف سي (الإنجليزية)
- ليوناردو دي سوزا بريرا على موقع قاعدة بيانات كرة القدم.إي يو (الإنجليزية)
- ليوناردو دي سوزا بريرا على موقع Soccerbase.com (لاعب) (الإنجليزية)
- ليوناردو دي سوزا بريرا على موقع Soccerway.com (الإنجليزية)
- ليوناردو دي سوزا بريرا على موقع عالم كرة القدم.نت (الإنجليزية)